# Acianthera martinezii
Acianthera martinezii är en orkidéart som beskrevs av Carlyle August Luer. Acianthera martinezii ingår i släktet Acianthera och familjen orkidéer. Inga underarter finns listade i Catalogue of Life.